# Sebastian Vigg
Sebastian Vigg (* 19. Juli 1965 in Österreich) ist ein österreichischer Filmregisseur, -produzent und Drehbuchautor.

## Leben
Vigg ist seit 2003 als eigenständiger Regisseur tätig, sein Schwerpunkt liegt auf Fernsehproduktionen. Zuvor war er in den 1990er  und frühen 2000er Jahren als Regieassistent tätig. Gelegentlich tritt er auch als Produzent in Erscheinung. Für SOKO Leipzig verfasste er auch ein Drehbuch.

## Filmografie

### Als Regisseur
- 2002–2008: Alarm für Cobra 11 – Die Autobahnpolizei (Fernsehserie, 22 Folgen)
- 2003: Millennium Mann (Fernsehserie, 2 Folgen)
- 2003–2004: Die Sitte (Fernsehserie, 6 Folgen)
- 2005: Der Clown
- 2005–2008: SOKO Leipzig (Fernsehserie, 13 Folgen)
- 2006: Good Girl, Bad Girl (Fernsehfilm)
- 2008: R. I. S. – Die Sprache der Toten (Fernsehserie, 3 Folgen)
- 2008: JPX goes Movie (Kurzfilm)
- 2008: Der Abgrund – Eine Stadt stürzt ein (Fernsehfilm)
- 2008: Dekker & Adi – Wer bremst verliert! (Fernsehfilm)
- 2008: Liebesticket nach Hause (Fernsehfilm)
- 2008: Plötzlich Papa – Einspruch abgelehnt! (Fernsehserie, 3 Folgen)
- 2010: Im Brautkleid durch Afrika (Fernsehfilm)
- 2010: 380.000 Volt – Der große Stromausfall (Fernsehfilm)
- 2010–2012: Der letzte Bulle (Fernsehserie, 14 Folgen)
- 2011: Indisch für Anfänger (Fernsehfilm)
- 2013: Großer Mann ganz klein! (Fernsehfilm)
- 2014: Gegen den Sturm! (Fernsehfilm)

### Als Produzent
- 2008: Dekker & Adi – Wer bremst verliert! (Fernsehfilm)
- 2010: Im Brautkleid durch Afrika (Fernsehfilm)
- 2011: Indisch für Anfänger (Fernsehfilm)

### Als Drehbuchautor
- 2008: SOKO Leipzig (Fernsehserie, Folge 10x10 Donald)